# میزوهو ۲۰۹۰
سیارک ۲۰۹۰ (به انگلیسی: 2090 Mizuho، نامگذاری:1978EA) دو هزار و نودمین سیارک کشف شده‌است که در ۱۲ مارس ۱۹۷۸ کشف شد.
قدر مطلق سیارک برابر ۱۰٫۹۹ است.